# Лінивка-жовтоок рудогорла
Лінивка-жовтоок рудогорла (Hypnelus ruficollis) — вид дятлоподібних птахів родини лінивкових (Bucconidae).

## Поширення
Вид поширений на північному заході Венесуели та північному сході Колумбії. Живе у сухому лісі та сухому чагарнику нижче 1200 м над рівнем моря.

## Опис
Птах завдовжки до 22 см і вагою до 50 г. Це пухкий птах з великою головою, довгим хвостом і товстим чорним дзьобом, загнутим на кінчику. Обличчя біле з великими очима; райдужка жовта. Верхні частини тіла бурі, з білуватими плямами і білими кінчиками крил. Нижня частина значно варіюється залежно від підвиду .

## Спосіб життя
Трапляється поодиноко у підліску лісів та серед чагарників. Живиться членистоногими і дрібними хребетними. Гнізда облаштовує у термітниках на деревах. Самиця відкладає три білих яйця.

## Підвиди
- H. ruficollis decolor — північний схід Колумбії, північний схід Венесуели
- H. ruficollis ruficollis — північ Колумбії, захід Венесуели
- H. ruficollis striaticollis — північний захід Венесуели
- H. ruficollis coloratus — захід Венесуели
- H. ruficollis stoicus — Маргарита (Венесуела)